# Heavy Nova
Heavy Nova è un album del cantautore britannico Robert Palmer, pubblicato dall'etichetta discografica EMI nel 1988.
L'album, disponibile su long playing, musicassetta e compact disc, è prodotto dallo stesso artista, che firma 7 dei 10 brani, mentre gli altri sono cover: It Could Happen to You è il rifacimento di un brano del 1944, mentre Early in the Morning era stato pubblicato per la prima volta nel 1982 e Tell Me I'm Not Dreamin' risale al 1984.
Dal disco vengono tratti 6 singoli, tra il 1988 ed il 1989.

## Tracce

### Lato A
1. Simply Irresistible
2. More than ever
3. Change his ways
4. Disturbing behaviour
5. Early in the morning

### Lato B
1. It could happen to you
2. Sha makes my day
3. Between us
4. Casting spell
5. Tell me i'm not dreaming